# 1930 no teatro

## Nascimentos
| Data          | Nome                    | Profissão                                | Nacionalidade | Observações | Ref |
| ------------- | ----------------------- | ---------------------------------------- | ------------- | ----------- | --- |
| 24 de abril   | Henrique Canto e Castro | actor                                    | Portugal      | m. 2005     |     |
| 1 de junho    | Edward Woodward         | ator                                     | Reino Unido   | m. 2009     |     |
| 16 de agosto  | Glauce Rocha            | atriz                                    | Brasil        | m. 1971     |     |
| 2 de setembro | Paulo Francis           | jornalista, crítico de teatro e escritor | Brasil        | m. 1997     |     |
| 1 de outubro  | Philippe Noiret         | ator                                     | França        | m. 2006     |     |
| 10 de outubro | Harold Pinter           | ator, diretor, poeta e roteirista        | Reino Unido   | m. 2008     |     |

## Mortes
| Data | Nome | Profissão | Nacionalidade | Observações | Ref |
| ---- | ---- | --------- | ------------- | ----------- | --- |